# Marianne Moore
Marianne Moore ( Kirkwood, Missouri, 15 de novembro de 1887 — Nova Iorque, 5 de fevereiro de 1972) foi uma escritora e poetisa modernista dos Estados Unidos da América.

## Trabalho com poesia
Poetisa difícil e considerada tradicionalmente como uma “poeta para poetas”, Marianne Moore teria  começado a publicar poemas em 1915.
Em 1921 é publicado o seu primeiro livro, em Londres, pela poeta imagista H.D., sem que houvesse o conhecimento da autora.
A complexidade de seus poemas a afasta do público em geral, sendo porém a sua obra admirada por poetas como Wallace Stevens, Ezra Pound e T.S. Eliot.
De 1925 a 1929 trabalhou como editora do jornal literário e cultural “The Dial”, assumindo papel importante como divulgadora de novos e importantes poetas tais como Allen Ginsberg e Elizabeth Bishop.
Em 1933 ganhou um prêmio chamado “Helen Haire Levinson Prize”, promovido pela revista Poetry. Seus Collected Poems de 1951 lhe renderam um Prémio Pulitzer de Poesia, o National Book Award e o Prêmio Bollingen.
Era uma pessoa discreta, apesar de ser conhecida pelo gosto por esportes e por uma maneira não convencional de se vestir, servindo eventualmente como anfitriã de eventos literários aos mais proeminentes poetas.
Publicou, além dos seus livros, vários poemas em outros jornais dos EUA, traduções e ensaios crítico, mantendo correspondência com vários poetas conhecidos, inclusive com Ezra Pound, enquanto este estava preso.

## Obra
- Poems, 1921. Publicado em Londres por H.D. sem o conhecimento de Moore.
- Observations, 1924.
- Selected Poems, 1935. Introdução de T. S. Eliot.
- The Pangolin and Other Verse, 1936.
- What Are Years, 1941.
- Nevertheless, 1944.
- A Face, 1949.
- Collected Poems, 1951.
- Fables of La Fontaine, 1954. Tradução.
- Predilections: Literary Essays, 1955.
- Idiosyncrasy and Technique, 1966.
- Like a Bulwark, 1956.
- O To Be a Dragon, 1959.
- Idiosyncrasy and Technique, 1959.
- The Marianne Moore Reader, 1961.
- The Absentee: A Comedy in Four Acts, 1962. dramatização de novela de Maria Edgeworth.
- Puss in Boots, The Sleeping Beauty and Cinderella, 1963. Adaptações dos contos de Perrault.
- Dress and Kindred Subjects, 1965.
- Poetry and Criticism, 1965.
- Tell Me, Tell Me: Granite, Steel and Other Topics, 1966.
- The Complete Poems, 1967.
- The Accented Syllable, 1969.
- Homage to Henry James, 1971. Ensayos de Moore, Edmund Wilson, etc.
- The Complete Poems, 1981.
- The Complete Prose, 1986.
- The Selected Letters of Marianne Moore, editado por Bonnie Costello, Celested Goodridge y Cristann Miller. Knopf, 1997.